# Grande Prêmio do Brasil de 2009
Resultados do Grande Prêmio do Brasil de Fórmula 1 realizado em Interlagos em 18 de outubro de 2009. Décima sexta e peúltima etapa do campeonato, foi vencido pelo australiano Mark Webber, da Red Bull-Renault, com Robert Kubica em segundo pela BMW Sauber e Lewis Hamilton em terceiro pela McLaren-Mercedes. Neste mesmo dia, Jenson Button sagrou-se campeão mundial entre os pilotos e sua equipe, a Brawn-Mercedes, sagrou-se campeã entre os construtores.

## Resumo
- Com duas horas e quarenta e um minutos, este foi o treino classificatório mais longo da história da Fórmula 1.
- Jenson Button foi campeão mundial pela Brawn nessa corrida e tornou-se o décimo piloto britânico a vencer um titulo mundial na Fórmula 1, perfazendo quatorze títulos.[nota 2]
- Kamui Kobayashi substituiu Timo Glock na Toyota.
- Décima quarta e última pole position de Rubens Barrichello.
- Quinta e última pole position da Brawn.
- Último pódio de Robert Kubica pela BMW Sauber.
- Décimo sétimo e último pódio da BMW Sauber.

## Classificação da prova
Carros com KERS estão marcados com "‡"

### Treinos classificatórios
| Pos.   | Nº | Piloto               | Equipe               | Q1       | Q2         | Q3       | Grid |
| ------ | -- | -------------------- | -------------------- | -------- | ---------- | -------- | ---- |
| 1      | 23 | Rubens Barrichello   | Brawn-Mercedes       | 1:24.100 | 1:21.659   | 1:19.576 | 1    |
| 2      | 14 | Mark Webber          | Red Bull-Renault     | 1:24.722 | 1:20.803   | 1:19.668 | 2    |
| 3      | 20 | Adrian Sutil         | Force India-Mercedes | 1:24.447 | 1:20.753   | 1:19.912 | 3    |
| 4      | 9  | Jarno Trulli         | Toyota               | 1:24.621 | 1:20.635   | 1:20.097 | 4    |
| 5      | 4‡ | Kimi Räikkönen       | Ferrari              | 1:23.047 | 1:21.378   | 1:20.168 | 5    |
| 6      | 12 | Sébastien Buemi      | Toro Rosso-Ferrari   | 1:24.591 | 1:20.701   | 1:20.250 | 6    |
| 7      | 16 | Nico Rosberg         | Williams-Toyota      | 1:22.828 | 1:20.368   | 1:20.326 | 7    |
| 8      | 5  | Robert Kubica        | BMW Sauber           | 1:23.072 | 1:21.147   | 1:20.631 | 8    |
| 9      | 17 | Kazuki Nakajima      | Williams-Toyota      | 1:23.161 | 1:20.427   | 1:20.674 | 9    |
| 10     | 7  | Fernando Alonso      | Renault              | 1:24.842 | 1:21.657   | 1:21.422 | 10   |
| 11     | 10 | Kamui Kobayashi      | Toyota               | 1:24.335 | 1:21.960   |          | 11   |
| 12     | 11 | Jaime Alguersuari    | Toro Rosso-Ferrari   | 1:24.773 | 1:22.231   |          | 12   |
| 13     | 8  | Romain Grosjean      | Renault              | 1:24.394 | 1:22.477   |          | 13   |
| 14     | 22 | Jenson Button        | Brawn-Mercedes       | 1:24.297 | 1:22.504   |          | 14   |
| 15     | 21 | Vitantonio Liuzzi    | Force India-Mercedes | 1:24.645 | [ nota 3 ] |          | 20   |
| 16     | 15 | Sebastian Vettel     | Red Bull-Renault     | 1:25.009 |            |          | 15   |
| 17     | 2‡ | Heikki Kovalainen    | McLaren-Mercedes     | 1:25.052 |            |          | 16   |
| 18     | 1‡ | Lewis Hamilton       | McLaren-Mercedes     | 1:25.192 |            |          | 17   |
| 19     | 6  | Nick Heidfeld        | BMW Sauber           | 1:25.515 |            |          | 18   |
| 20     | 3‡ | Giancarlo Fisichella | Ferrari              | 1:40.703 |            |          | 19   |
| Fonte: |    |                      |                      |          |            |          |      |

### Corrida
| Pos.   | Nº | Piloto               | Construtor           | Voltas | Tempo/Diferença     | Grid | Pontos     |
| ------ | -- | -------------------- | -------------------- | ------ | ------------------- | ---- | ---------- |
| 1      | 14 | Mark Webber          | Red Bull-Renault     | 71     | 1:32:23.081         | 2    | 10         |
| 2      | 5  | Robert Kubica        | BMW Sauber           | 71     | + 7.626             | 8    | 8          |
| 3      | 1‡ | Lewis Hamilton       | McLaren-Mercedes     | 71     | + 18.944            | 17   | 6          |
| 4      | 15 | Sebastian Vettel     | Red Bull-Renault     | 71     | + 19.652            | 15   | 5          |
| 5      | 22 | Jenson Button        | Brawn-Mercedes       | 71     | + 29.005            | 14   | 4          |
| 6      | 4‡ | Kimi Räikkönen       | Ferrari              | 71     | + 33.340            | 5    | 3          |
| 7      | 12 | Sébastien Buemi      | Toro Rosso-Ferrari   | 71     | + 35.991            | 6    | 2          |
| 8      | 23 | Rubens Barrichello   | Brawn-Mercedes       | 71     | + 45.454            | 1    | 1          |
| 9      | 10 | Kamui Kobayashi      | Toyota               | 71     | + 1:03.324          | 11   |            |
| 10     | 3‡ | Giancarlo Fisichella | Ferrari              | 71     | + 1:10.665          | 19   |            |
| 11     | 21 | Vitantonio Liuzzi    | Force India-Mercedes | 71     | + 1:11.388          | 20   |            |
| 12     | 2‡ | Heikki Kovalainen    | McLaren-Mercedes     | 71     | + 1:13.499          | 16   | [ nota 4 ] |
| 13     | 8  | Romain Grosjean      | Renault              | 70     | + 1 volta           | 13   |            |
| 14     | 11 | Jaime Alguersuari    | Toro Rosso-Ferrari   | 70     | + 1 volta           | 12   |            |
| Ret    | 17 | Kazuki Nakajima      | Williams-Toyota      | 30     | Colisão             | 9    |            |
| Ret    | 16 | Nico Rosberg         | Williams-Toyota      | 27     | Câmbio              | 7    |            |
| Ret    | 6  | Nick Heidfeld        | BMW Sauber           | 21     | Abastecimento falho | 18   |            |
| Ret    | 20 | Adrian Sutil         | Force India-Mercedes | 0      | Colisão             | 3    |            |
| Ret    | 9  | Jarno Trulli         | Toyota               | 0      | Colisão             | 4    |            |
| Ret    | 7  | Fernando Alonso      | Renault              | 0      | Colisão             | 10   |            |
| Fonte: |    |                      |                      |        |                     |      |            |

## Tabela do campeonato após a corrida
| Pos.   | Piloto             | Pontos |
| ------ | ------------------ | ------ |
| 1      | Jenson Button      | 89     |
| 2      | Sebastian Vettel   | 74     |
| 3      | Rubens Barrichello | 72     |
| 4      | Mark Webber        | 61,5   |
| 5      | Lewis Hamilton     | 49     |
| Fonte: |                    |        |

| Pos.   | Construtor       | Pontos |
| ------ | ---------------- | ------ |
| 1      | Brawn-Mercedes   | 161    |
| 2      | Red Bull-Renault | 135,5  |
| 3      | McLaren-Mercedes | 71     |
| 4      | Ferrari          | 70     |
| 5      | Toyota           | 54,5   |
| Fonte: |                  |        |

- Nota: Somente as primeiras cinco posições estão listadas e os campeões da temporada surgem grafados em negrito.